# Île Douglas
L'île Douglas (en anglais Douglas Island) est une île du sud-est de l'Alaska, au sein de l'archipel côtier Alexandre, juste à l'ouest de la ville de Juneau dont elle est séparée par l'étroit détroit de Gastineau. 
L'île a une superficie de 199,243 km² pour une population de 5 297 habitants (au recensement de 2000).  L'île a été nommée en l'honneur de John Douglas, évêque de Salisbury, par le capitaine britannique George Vancouver lorsqu'il explora la région en 1794.
L'île Douglas fait désormais partie de la ville et du borough de Juneau avec laquelle elle est reliée par un pont. Un projet d'un nouveau pont entre Nord Douglas et Mendenhall Valley.  
Parmi les particularités de l'île, on peut citer les vestiges de l'exploitation des mines aurifères, Sandy Beach, l'unique plage de sable de la région de Juneau, Eaglecrest Ski Area, et la bibliothèque publique de Douglas.
On divise en général Douglas en deux zones : downtown Douglas Island, qui comprend Sandy Beach, les mines, la bibliothèque et le pont vers Juneau et North Douglas Island, qui comprend Eaglecrest Ski Area et l'héliport.

## Source
- (en) Cet article est partiellement ou en totalité issu de l’article de Wikipédia en anglais intitulé « Douglas Island » (voir la liste des auteurs).

1. ↑  Voir cette page.